# Gustav Schuft
Fritz Richard Gustav Schuft (Berlino, 16 giugno 1878 – Cottbus, 8 febbraio 1948) è stato un ginnasta tedesco.

## Carriera
Partecipò all'Olimpiade di Atene del 1896 vincendo medaglie nelle gare a squadre, mentre ottenne solo piazzamenti nelle gare singole.

## Medaglie olimpiche
- ORO - Trave squadre - Ginnastica - Atene, 1896
- ORO - Parallele squadre - Ginnastica - Atene, 1896

## Altre posizioni
- 4º - Trave - Ginnastica - Atene, 1896
- 4º - Cavallo - Ginnastica - Atene, 1896
- 4º - Volteggio - Ginnastica - Atene, 1896
- 6º - Parallele - Ginnastica - Atene, 1896